# Wilbur Higby
Wilbur Higby (21 de agosto de 1867 – 1 de dezembro de 1934) foi um ator de cinema estadunidense que atuou principalmente na era do cinema mudo. Atuou em 79 filmes entre 1913 e 1934.

## Biografia
Wilbur nasceu em Meridian, Mississipi, o segundo filho de Charles B. Jones e Jenny (Jennie) E. Dickinson. A família Jones trabalhava junta; Jennie era proprietária de um hotel em Battle Creek, Michigan, enquanto Charles B. era gerente, e o irmão mais velho de Wilbur, Charles Homer era caixeiro no hotel; mais tarde, a família se tornou fazendeira em Nelson (ao norte de Grand Rapids), Michigan.
Antes de atuar no palco, Higby jogou beisebol profissional no Grand Rapids.

## Carreira no teatro
Wilbur Higby atuou no teatro muito antes da sua longa incursão no cinema. Ele fazia parte da Moore Livingstone Dramatic Company, que em 1897 se encontrava em Michigan. Higby foi associado da Harry Glazier Company em 1901, e da Spooner Stock Company em 1903 e, em seguida, em 1904, Higby criou seu próprio grupo: Wilbur Higby Dramatic Company. Depois trabalhou para a J. J. Flynn Stock Company, em 1906. Higby atuou ao lado de atores como Otis Skinner, Wilton Lacaye e Marguerite Clark.
Não era incomum, especialmente após o meio da década de 1920, quando seus papéis foram diminuindo consideravelmente, voltar a atuar no teatro. Wilbur Higby trabalhou em The Shannons of Broadway, no El Capitan Theatre, em Hollywood, em 1928, com algum sucesso na época. Higby trabalhou ao lado da comediante Charlotte Greenwood em She Couldn't Say No, em Oakland, CA, em fevereiro de 1930; em abril de 1930, trabalhou em Chicago na farsa Mebbe, também com Ms. Greenwood. Em Los Angeles em 1932, Lucille Laverne estrelou Shining Blackness, em que Higby era o pai; ainda em 1932 Wilbur foi para São Francisco para a estréia de Berkeley Square, estrelado por Arthur Greville Collins, Miriam Seegar e George Baxter. A produção começou no Hollywood Playhouse e fechou em 20 de junho no Columbia Theatre.

## Carreira no cinema
Higby atuou em toda a década de 1920. Sua primeira atuação no cinema foi no seriado Lucille Love, Girl of Mystery, em 1914. Atuou em mais de 70 filmes, e seu trabalho mais notável chegou cedo, ao lado de Douglas Fairbanks em The Matrimaniac e Reggie Mixes In, ambos em 1916. Também atuou com D. W. Griffith, em Intolerância (não creditado) e em Hoodoo Ann, em 1916. Outros papéis de destaque foram: At the Stroke of the Angelus e The Housemaid, em 1915. Higby também trabalhou como assistente de direção de Griffith, em Broken Blossoms, True Heart Susie, e I'll Get Him Yet, em 1919, porém sem créditos.
Seu último filme foi The Mighty Barnum (no Brasil, O Rei do Blefe), em 1934, num pequeno papel não-creditado.

## Vida pessoal e morte
Wilbur Higby casou-se com Nellie, filha de William e Margaret Davis, de Massachusetts em 13 de abril de 1896. Nellie Davis era cantora, patinadora no gelo e atriz, e este foi seu segundo casamento; Davis atuava sob o nome artístico de Nellie Diamond e era bastante conhecida na costa leste. Os dois se conheceram pelo menos um ano antes de atuar no Grand Opera House, em Boston, Massachusetts.
Higby sempre usava o nome do meio em toda a sua vida profissional, mas ocasionalmente inseria um "J" entre Wilbur e Higby.
Wilbur casou posteriormente com Caroline (Carolyn) Cotton Morriss, em junho de 1908, e o casal teve uma filha, Mary Jane, em 29 de junho de 1909. Carolyn tinha um filho e uma filha, Willard e Rita Houston, de um casamento anterior; Willard era sete anos mais velho do que Rita, e Rita era nove anos mais velha do que Mary Jane. Mary Jane e Rita estiveram sempre perto de sua mãe ao longo da vida; Carolyn (após a morte de Wilbur) iria continuar perto de Rita, mudando-se para estar perto dela, ela morando em Flagstaff, Arizona, com o marido Harold Quackenbush, enquanto Mary Jane casou com Guy Sorel e fixou residência em Nova Iorque.
Carolyn Morriss Higby, algumas vezes, enquanto o marido Wilbur Higby trabalhava como diretor de palco, gerenciava o grupo; Carolyn como gerente da empresa de teatro (1913-1914), Wilbur o diretor e artista e a pequena Mary Jane fazia aparições no palco na infância.
Mary Jane Higby teve algumas aparições em filmes, como em Where the Trail Divides; no seriado The Master Key, em 1914; A Martyr of the Present, As in the Days of Old, The Reform Candidate, este último em 1915; em 1917 apareceu em Jack and the Beanstalk. Depois Mary Jane atuou no Radio, e seu primeiro trabalho no rádio foi na Warner Brothers, em uma série histórica semanal. Interpretou Janet Fay no filme The Honeymoon Killers (no Brasil, Lua de Mel de Assassinos), em 1969.
Higby morreu em 1 de dezembro de 1934 em Hollywood, Califórnia, de pneumonia, e foi sepultado no Hollywood Forever Cemetery.

## Filmografia parcial
- Lucille Love, Girl of Mystery (1914)
- The Master Key (1914)
- At the Stroke of the Angelus (1915)
- The Housemaid (1915)
- Intolerance (1916)
- Hoodoo Ann (1916)
- Diane of the Follies (1916)
- I'll Get Him Yet (1919)
- True Heart Susie (1919)
- The Terror (1920)
- Miracles of the Jungle (1921)
- The Flaming Forties (1924)
- The Mighty Barnum (no Brasil, O Rei do Blefe) (1934)